# 渡辺喜太郎
渡辺 喜太郎（わたなべ きたろう、1934年（昭和9年）2月20日 - ）は、日本の実業家。麻布自動車グループ会長。

## 人物・来歴
東京・深川生まれ。
東京大空襲で両親と兄弟5人を一度に失い、新潟に学童疎開していた渡辺と姉が生き残った。栃木県足利市の母方の親戚に引き取られた渡辺は、12歳で織物工場に丁稚奉公に出された。その後、上京し22歳のとき、麻布にオートバイ販売の麻布小型自動車を開業した。
1964年（昭和39年）に輸入車販売の麻布自動車産業を設立。69年ごろから不動産業に本格進出し、78年に社名を麻布建物に変更した。会社のある麻布周辺の土地に的を絞って買い集めた結果、バブルの時期には莫大な資産価値を生んだ。メインバンクの三井信託銀行社長の中島健は「私らの世代は、戦災孤児に弱い」と、戦災孤児から這い上がってきた渡辺をことのほか可愛がった。
最盛期にはハワイに6つの高級ホテル、港区に165か所の土地と建物、栃木県にゴルフ場「喜連川カントリー倶楽部」を所有。資産は55億ドルを数え、1990年（平成2年）にはフォーブス誌の世界の長者番付で6位にランキングされた。しかしバブル崩壊後、麻布建物の業績は急速に悪化し、06年に倒産。負債総額は5,648億円にのぼった。渡辺も資産隠しのための強制執行妨害容疑で逮捕された。

## 著書
- 『渡辺喜太郎一代記 人の絆が逆境を乗り越える』ファーストプレス、2011年6月。ISBN 978-4904336571
- 『人との出会いがカネを生む! ワルの交遊術50』実業之日本社、 2013年11月。ISBN 978-4408215150
- 『成功をつかみとる「逆張り」という生き方』青志社、2018年9月。ISBN 978-4865900705